# Sequoia (film, 1934)
Pour les articles homonymes, voir Séquoia (homonymie).
Cet article concerne le film de Chester M. Franklin et Edwin L. Marin. Pour le film d'Andy Landen, voir Sequoia.
Pour plus de détails, voir Fiche technique et Distribution.
Sequoia est un film américain en noir et blanc réalisé par Chester M. Franklin et Edwin L. Marin, sorti en 1934.
Il s'agit d'une adaptation du roman Malibu de Vance Hoyt (1931) qui relate l'amitié entre un bébé puma et un daim.

## Synopsis
Toni et son père Matthew Martin, un écrivain et un naturiste, vivent dans un chalet dans la Forêt nationale de Sequoia, en Californie. En se promenant, Toni trouve un puma, qu'elle nomme « Gato », et un faon qu'elle appelle « Malibu ». Toni et ses animaux adoptés deviennent vite amis. Après plusieurs années, Toni et son père quittent les bois, et Gato et Malibu retournent à la nature. Plus tard, lorsque Toni et son père reviennent, ils découvrent que les animaux de la région ont été décimés par l'exploitation forestière et la chasse. Des parties de chasses agressives ont lieu dans la région. Gato et à Malibu survivront-ils ?

## Fiche technique
- Titre français : Sequoia
- Titre original : Sequoia
- Réalisateur : Edwin L. Marin
- Scénaristes : Ann Cunningham, Sam Armstrong, Carey Wilson, d'après le roman Malibu de Vance Hoyt (1931)
- Producteur : John W. Considine Jr.
- Société de production et de distribution : Metro-Goldwyn-Mayer (MGM)
- Musique : Herbert Stothart
- Photographie : Chester A. Lyons
- Montage : Charles Hochberg
- Pays de production : États-Unis
- Langue d'origine : anglais
- Format : Noir et blanc - Aspect Ratio: 1.37:1 - son : Mono (Western Electric Sound System)
- Genre : Drame animalier, film familial
- Durée : 71 minutes
- Dates de sortie : 
  - États-Unis : 22 décembre 1934
  - France : 2 avril 1935

## Distribution
- Jean Parker : Toni Martin
- Russell Hardie : Bob Alden
- Samuel S. Hinds : Dr Matthew Martin
- Paul Hurst : Bergman
- Willie Fung : Sang Soo
- Harry Lowe Jr. : Feng Soo
- Ben Hall : Joe

## Autour du film
- Le générique du film est présenté de manière alors inédite : une main ouvre un rouleau.
- L'affiche française avait ajouté : "Plus qu'un film : UNE DÉCOUVERTE".